# Lygourio
Lygourio o Ligourio è una piccola città greca situata nel centro della prefettura dell'Argolide. È costruita ai piedi del monte Arachnaion ad un'altezza di 370 metri, vicino all'antico teatro di Epidauro. La sua popolazione è di 2 482 abitanti secondo il censimento del 2011. Lygourio è la sede del comune di Epidavros  e l'unità municipale di Asklipieio.

## Storia
L'origine del nome Lygourio è sconosciuta e ci sono solo congetture. Secondo un parere, il nome Lygourio deriva dalla corruzione della parola Elaiogyrion che significa fabbrica di olive. Nell'antichità, in questo luogo c'era l'antica città di Lessa, che fu indicata da Pausania. Durante il IV secolo a.C. vicino a Lessa si trovava il santuario Asklipieio di Epidauro. L'area era dedicata alle divinità dal periodo preistorico, ma gli edifici più importanti del santuario furono costruiti durante il IV secolo a.C. Quindi il santuario fu dedicato a Asclepio, il dio della medicina. Uno degli edifici più famosi è l'antico teatro che si trova a due chilometri da Lygourio. Il santuario fu abbandonato dopo i terremoti distruttivi del 522 e del 551 d.C. Il nome Lygourio è menzionato per la prima volta durante il XIV secolo e di nuovo nel XV secolo in un documento veneziano. Si ritiene che il villaggio abbia cambiato il suo posto all'inizio del XVIII secolo. Per questo motivo, i documenti di questo periodo menzionano un altro villaggio con il nome di Paleo Ligourio (vecchio Lygourio). Oggi, Lygourio è la sede del comune di Epidavros. La sua economia è basata sull'agricoltura e sul turismo. Ogni estate durante il Festival di Atene-Epidauro, molti turisti visitano Lygourio per assistere a uno spettacolo teatrale.

### Andamento Popolazione
| Censimento | Popolazione Lygourio | Popolazione Asklipeio |
| ---------- | -------------------- | --------------------- |
| 1991       | 2,182                |                       |
| 2001       | 2,678                | 3,131                 |
| 2011       | 2,482                | 2,849                 |

## Luoghi di interesse
- Asklipieio di Epidauro, antico santuario dedicato ad Asclepio che comprende il famoso teatro antico di Epidauro.
- Ponte di Kazarma, antico ponte di epoca micenea, a pochi chilometri da Lygourio.
- Piramide di Lygourio, rovine di un'antica piramide vicino al villaggio.
- Tempio di Agios Ioannis Eleimon, tempio bizantino, vicino al villaggio.
- Museo di storia naturale, Lygourio, un importante museo di storia naturale in Grecia.[5]